# 伊拉里娅·萨尔瓦托里
伊拉里娅·萨尔瓦托里（義大利語：Ilaria Salvatori，1979年2月5日—），意大利女子击剑运动员。她曾代表意大利参加2008年和2012年夏季奥林匹克运动会击剑比赛，共收获一枚金牌和一枚铜牌。